# Karim Nizigiyimana
Karim Nizigiyimana (ur. 21 czerwca 1989 w Bużumburze) – burundyjski piłkarz występujący na pozycji obrońcy. Zawodnik klubu Gasogi United FC.

## Kariera klubowa
Nizigiyimana karierę rozpoczynał w 2005 roku w zespole Prince Louis FC. W 2006 roku odszedł do Vital’O FC. W tym samym roku, a także rok później zdobył z nim mistrzostwo Burundi. W 2008 roku przeniósł się do rwandyjskiego APR FC, z którym w 2009 roku zdobył mistrzostwo Rwandy.
Po tym sukcesie Nizigiyimana odszedł do innego rwandyjskiego zespołu, SC Kiyovu Sport. W 2010 roku przeszedł zaś do drużyny AS Vita Club z Demokratycznej Republiki Konga. W tym samym roku zdobył z nią mistrzostwo tego kraju.
Następnie Nizigiymana wrócił do Vital’O FC. Na początku 2011 roku ponownie wyjechał jednak do Rwandy, gdzie został graczem klubu Rayon Sports FC. W sezonie 2012/2013 został z nim mistrzem Rwandy. W latach 2015–2018 grał w kenijskim Gor Mahia, z którym w sezonach 2015, 2017 i 2018 wywalczył trzy mistrzostwa Kenii.
W sezonie 2018/2019 Nizigiymana grał w Ugandzie, najpierw w Vipers SC, a następnie w Villa SC. W sezonie 2019/2020 występował w Kenii w Wazito FC, a w sezonie 2020/2021 ponownie był zawodnkiem Vipers FC, z którym zdobył Puchar Ugandy. W sezonie 2021/2022 był piłkarzem SC Kiyovu Sport, a w 2022 przeszedł do Gasogi United FC.

## Kariera reprezentacyjna
W reprezentacji Burundi Nizigiyimana zadebiutował w 2006 roku.